# Mirela (cantante)
Mirela Cabero García, más conocida como Mirela (Aranjuez, Madrid, 31 de julio de 1990), es una cantante y actriz española. Se dio a conocer por todo el país cuando fue una de las concursantes de Eurojunior 2004. Durante todos estos años ha sido una habitual en las selecciones nacionales eurovisivas. 
En el 2012, concursó en el programa La Voz, como miembro del equipo de Melendi.
Fue candidata interna en Objetivo Eurovisión, quedando junto con Manel Navarro en primer lugar, hasta que finalmente Manel fue proclamado vencedor con el desempate del jurado.

## Carrera musical

### Eurojunior 2004
En el año 2004, inició profesionalmente su carrera musical, cuando participó en el programa Eurojunior para poder representar a España en el Festival de la Canción de Eurovisión Junior de dicho año.
En este programa compitió con María Isabel López, Blas Cantó, Lydia Fairén, Rocío Cabrera, entre otros.
Llegó a la gran final con su canción titulada "Conocí el amor", y finalmente quedó en segunda posición por un estrecho margen con María Isabel López, que logró representar a España y ser la ganadora de Eurovisión Junior 2004 con su canción "Antes muerta que sencilla".

### Gente de Primera
Mirela participó en la segunda edición del desaparecido talent show de TVE Gente de primera en 2005. Su madrina fue Pastora Soler (Representante de España en el Festival de Eurovisión en 2012). Cantaron juntas canciones como "Adoro" o "Amiga mia". Tuvo buena crítica sobre todo su interpretación de la canción "Oye Mar" de la portuguesa Dulce Pontes.
Mirela finalizó el concurso en segundo lugar, por detrás de Nauzet Hernández (actualmente conocido como Pianet).

### Selecciones eurovisivas (2007, 2008, 2009 y 2017)
Mirela participó en la selección española de "Misión Eurovision" en el año 2007, quedando en segundo lugar con la canción "La reina de la noche". En esta ocasión, el grupo D'Nash se alzaron con la victoria con la canción I love you mi vida, que representó a España en Eurovision 2007.
Al año siguiente, 2008, Mirela volvió a intentarlo presentándose al casting en línea de MySpace "Salvemos Eurovision" con el tema "Stronger", el cual no no se clasificó para la final televisada.
En el año 2009, Mirela volvió a intentarlo en "Eurovision 2009: El retorno" con la balada "nada es comparable a ti". Ganó la primera plaza del estilo de su canción, R&B, con 51.542 votos en línea, presentando su tema en la 3.ª semifinal, donde quedó en segunda posición. Finalmente, en la final de El retorno, fue la cuarta clasificada. La canción ganadora fue La noche es para mí, de la cantante Soraya Arnelas.

### OGAE Second Chance Contest
Fue repescada por la Ogae España para representar a España en el concurso en línea  OGAE Second Chance Contest quedando en tercer lugar en 2007 y 2009.

### La Voz
Mirela participó en la voz 1 en el equipo de Melendi llegando hasta las batallas interpretando la canción "Devuelveme la vida" junto a Javi Mota.

### El Rey León
Actualmente se encuentra trabajando en el musical "El Rey León", en el Teatro Lope de Vega en Madrid, donde interpreta a Nala y a Sarabi.

### Objetivo Eurovisión 2017
Mirela fue una de las candidatas finalistas de la final nacional española Objetivo Eurovisión, seleccionada de manera interna por TVE.
Intentó representar a España en el festival de Eurovisión por cuarta vez con la canción "Contigo", compuesta por Tony Sánchez-Ohlsson, Ander Pérez e Isaac Luque, y producida por Isaac Luque, Ovi Jacobsen (Representante de Rumania 2010 y 2014) y Brynjard Buvarp Misvæ. Durante la fase final de selección empató en votos con Manel Navarro, siendo ella la favorita del público y Manel el del jurado. En esta edición del programa el voto del jurado deshizo el empate; en el año 2014 el empate entre Ruth Lorenzo con el tema Dancing in the Rain y Brequette con Más se resolvió dando la última palabra al voto telemático (aunque también hay que destacar que como RTVE nunca ha tenido un proceso de elección fijo, las normas han cambiado todos los años). Este cambio de criterio provocó cierto malestar en el plató que se manifestó con abucheos que calificaban el proceso de “tongo” e incluso se llegó a la agresión a un miembro del jurado por parte de los asistentes a la gala.
Después de las múltiples ocasiones en las que Mirela se ha presentado como aspirante para el festival Eurovisión (2007, 2008, 2009 y 2017) sin conseguirlo, la cantante ha confirmado que volverá a intentarlo durante los próximos años.  "No voy a parar hasta que lo consiga", ha declarado a medios de comunicación. Aunque tras verse involucrada en la polémica que adquirió esa edición, el sueño de la cantante está lejos de cumplirse al haber sido vetada por Television Española por lo que no volvería a participar en un ningún tipo certamen mientras que sea producido y organizado por RTVE.

### Club de fanes oficial de Mirela Cabero
El 14 de enero de 2017, se creó el Club de Fanes Oficial De Mirela Cabero en España por jóvenes de Aranjuez. La cantante ha expresado el agradecimiento y cariño que les tiene en varias ocasiones. Además, el CFO Español realiza sorteos y concursos para divertir a sus seguidores.

## Discografía

### Sencillos
| Año  | Título         | Posiciones máximas | Posiciones máximas | Álbum |
| Año  | Título         | España             | España D           | Álbum |
| ---- | -------------- | ------------------ | ------------------ | ----- |
| 2016 | "Soy como soy" | —                  | —                  |       |
| 2017 | "Contigo"      | —                  | 18                 |       |

### Sencillos promocionales
| Año  | Título                    | Otros                  |
| ---- | ------------------------- | ---------------------- |
| 2004 | "Conocí el amor"          | Eurojunior 2004        |
| 2004 | "Sí o no"                 | Eurojunior 2004        |
| 2007 | "La reina de la noche"    | Mision Eurovisión 2007 |
| 2007 | "Tu voz se apagará"       | Mision Eurovisión 2007 |
| 2007 | "I Love You, mi vida"     | Mision Eurovisión 2007 |
| 2007 | "Busco un hombre"         | Mision Eurovisión 2007 |
| 2007 | "Una lágrima"             | Mision Eurovisión 2007 |
| 2008 | "Stronger"                | Salvemos Eurovisión    |
| 2009 | "Nada es comparable a ti" | Eurovisión: El Retorno |
| 2017 | "Contigo"                 | Objetivo Eurovisión    |